# يوغوسلافيا في الألعاب الأولمبية
يوغوسلافيا في الألعاب الأولمبية كانت الألعاب الأولمبية من أهم الأحداث الرياضية في يوغوسلافيا ، وكانت اللجنة الأولمبية اليوغوسلافية تقوم بالإشراف في شؤون مشاركة يوغوسلافيا في الألعاب الأولمبية، شاركت يوغوسلافيا في الألعاب الأولمبية الصيفية من دورة دورة 1920 في أنتويرب في بلجيكا بعد تشكلها بعد الحرب العالمية الأولى واستمرت مشاركاتها حتى آخر دورة في دورة 1988 في سيئول قبل ان تتفك الدولة إلى 6 جمهوريات، فازت يوغوسلافيا في مشوارها في الألعاب الأولمبية الصيفية بمجموع 83 ميدالية في الألعاب الأولمبية الصيفية منها 26 ميدالية ذهبية و 29 فضية و 28 برونزية، وأكثر الرياضات التي تنافست فيها هي الجمباز و المصارعة و كرة الماء و الملاكمة.
في الألعاب الأولمبية الشتوية كانت يوغوسلافيا من الدول التي إستضافت الألعاب الأولمبية وكان ذلك في الألعاب الأولمبية الشتوية 1984 والتي قامت مدينة سراييفو عاصمة البوسنة والهرسك بتنظيمها، أول مشاركة ليوغوسلافيا في الألعاب الأولمبية كانت في أول دورة في دورة 1924 في شاموني في فرنسا وآخر مشاركة ليوغوسلافيا كانت في الألعاب الأولمبية الشتوية 1992 في ألبيرتفيل في فرنسا.